# 1875 في الولايات المتحدة
فيما يلي قوائم الأحداث التي وقعت خلال عام 1875 في الولايات المتحدة.

## سياسة

### تعيين في المنصب
- 1 يناير – بي تي بارنوم عمدة بريدجبورت، كونيتيكت, كونيتيكت [الإنجليزية]‏.
- 1 يناير – صامويل تيلدن حاكم نيويورك [الإنجليزية]‏.
- 12 يناير – جارلز هنري هاردن حاكم ميسوري  [لغات أخرى]‏.
- 19 يناير – جوزيف دروست حاكم نيو جيرسي [الإنجليزية]‏.
- 27 فبراير – روموالدو باتشيكو حاكم كاليفورنيا.
- 4 مارس – أدلاي ستيفنسون الأول عضو مجلس النواب الأمريكي.
- 4 مارس – أمبروز برنسايد عضو مجلس الشيوخ الأمريكي.
- 4 مارس – أندرو جونسون عضو مجلس الشيوخ الأمريكي.
- 4 مارس – نيوتن بوث عضو مجلس الشيوخ الأمريكي.

### انتهاء فترة المنصب
- 19 يناير – جويل باركر حاكم نيو جيرسي [الإنجليزية]‏.
- 27 فبراير – روموالدو باتشيكو نائب حاكم كاليفورنيا [الإنجليزية]‏،حاكم كاليفورنيا.
- 27 فبراير – نيوتن بوث حاكم كاليفورنيا.
- 3 مارس – الكسندر رمزي عضو مجلس الشيوخ الأمريكي.
- 3 مارس – موزيس أرمسترونغ Non-voting members of the United States House of Representatives [الإنجليزية]‏.
- 4 مارس – إبينيزر آر هور عضو مجلس النواب الأمريكي.
- 4 مارس – جيمس جي بلين الناطق باسم مجلس النواب الأمريكي.
- 4 مارس – جيمس نوبل تاينر عضو مجلس النواب الأمريكي.
- 4 مارس – كارل شورتز عضو مجلس الشيوخ الأمريكي.
- 25 أبريل – جورج هنري وليامز نائب عام الولايات المتحدة.
- 25 مايو – هنري هوارد حاكم رود آيلاند [الإنجليزية]‏.
- 31 يوليو – أندرو جونسون عضو مجلس الشيوخ الأمريكي.
- 30 سبتمبر – كولومبوس ديلانو وزير داخلية الولايات المتحدة.

## مواليد

### يناير
- 22 يناير – ديفيد غريفيث مخرج ومنتج أفلام أمريكي.
- 31 يناير – هوراس بي كاربنتر

### فبراير
- 5 فبراير – ماركوس وارد ليون، الابن
- 7 فبراير – ألفرد تشستر بيتي

### مارس
- 9 مارس – إيفلين سيرز لاعبة كرة مضرب من الولايات المتحدة.
- 12 مارس – مالكوم غرين شاس لاعب كرة مضرب من الولايات المتحدة.
- 19 مارس – إدوارد فيلدنغ ممثل أمريكي.
- 25 مارس – سبنسر تشارترز

### أبريل
- 2 أبريل – والتر كرايسلر
- 4 أبريل – سامويل إس هيندس ممثل من الولايات المتحدة الأمريكية.
- 9 أبريل – جاك فوتريل
- 15 أبريل – جيمس جيفريز ملاكم من الولايات المتحدة الأمريكية.
- 26 أبريل – واو ديكنسون يتس سياسي أمريكي.

### مايو
- 2 مايو – أوين روبرتس
- 17 مايو – نيك بورلي ملاكم من الولايات المتحدة الأمريكية.
- 23 مايو – ألفريد سلون رائد أعمال من الولايات المتحدة الأمريكية.

### يونيو
- 11 يونيو – جورج هربرت ووكر
- 13 يونيو – أرثر غريلي

### يوليو
- 22 يوليو – جوزيف بوتر كوتن سياسي من الولايات المتحدة الأمريكية.

### أغسطس
- 5 أغسطس – مالين كريج
- 26 أغسطس – فينيس جاي غاريت سياسي أمريكي.

### سبتمبر
- 1 سبتمبر – إدغار رايس بوروس كاتب أمريكي.
- 15 سبتمبر – هنري دروري هاتفيلد سياسي أمريكي.

### أكتوبر
- 12 أكتوبر – جرانفيل رولان فورتسكو
- 23 أكتوبر – جيلبرت نيوتن لويس

### نوفمبر
- 5 نوفمبر – كاثلين أتكينسون لاعبة كرة مضرب من الولايات المتحدة.
- 6 نوفمبر – جيسي هارلان لينكولن
- 11 نوفمبر – فيستو سليفر عالم فلك أمريكي.
- 19 نوفمبر – حيرام بينغهام الثالث سياسي أمريكي.

### ديسمبر
- 8 ديسمبر – ويلفريد هدسون أوزغود
- 26 ديسمبر – سام نيل لاعب كرة مضرب أمريكي.

## وفيات

### أبريل
- 5 أبريل – جيمس الأول روزفلت (مواليد 1795) سياسي أمريكي.

### مايو
- 17 مايو – جون بريكنريدج (مواليد 1821) سياسي وقائد عسكري أمريكي.

### يونيو
- 1 يونيو – جون بيرسون (مواليد 1802) سياسي أمريكي.

### يوليو
- 23 يوليو – إسحق سنجر (مواليد 1811)
- 30 يوليو – جورج بيكيت (مواليد 1825) عسكري من الولايات المتحدة الأمريكية.
- 31 يوليو – أندرو جونسون (مواليد 1808)

### أغسطس
- 11 أغسطس – وليام الكسندر غراهام (مواليد 1804) سياسي أمريكي.
- 17 أغسطس – جون ب. ويلر (مواليد 1812) سياسي أمريكي.

### سبتمبر
- 11 سبتمبر – هنري تايلور بلو (مواليد 1817) سياسي أمريكي.

### أكتوبر
- 29 أكتوبر – عماسا ووكر (مواليد 1799) سياسي أمريكي.

### نوفمبر
- 22 نوفمبر – هنري ويلسون (مواليد 1812)

### ديسمبر
- 27 ديسمبر – وليام الكسندر ريتشاردسون (مواليد 1811) سياسي أمريكي.